# Red Wing (Minnesota)
Red Wing es una ciudad de Estados Unidos ubicada a orillas del río Misisipi, en el condado de Goodhue en el estado de Minnesota. En el Censo de 2010 tenía una población de 16459 habitantes y una densidad poblacional de 154,28 personas por km².

## Geografía
Red Wing se encuentra ubicada en las coordenadas 44°34′55″N 92°36′1″O / 44.58194, -92.60028. Según la Oficina del Censo de los Estados Unidos, Red Wing tiene una superficie total de 106.68 km², de la cual 89.61 km² corresponden a tierra firme y (16%) 17.07 km² es agua.

## Demografía
Según el censo de 2010, había 16459 personas residiendo en Red Wing. La densidad de población era de 154,28 hab./km². De los 16459 habitantes, Red Wing estaba compuesto por el 91.52% blancos, el 1.9% eran afroamericanos, el 2.22% eran amerindios, el 0.78% eran asiáticos, el 0.03% eran isleños del Pacífico, el 1.2% eran de otras razas y el 2.34% pertenecían a dos o más razas. Del total de la población el 3.69% eran hispanos o latinos de cualquier raza.

## Personas notables
- 1983: Patrick Flueger, actor;